# متغیر نیمه‌منظم

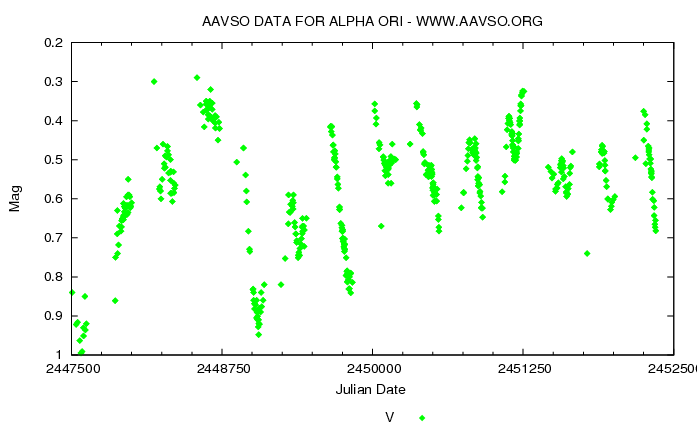
نمایی از منحنی نور ستارهٔ متغیر نیمه‌منظم اِبط‌الجوزا، ترسیم‌شده از داده‌های AAVSO

ستارگان متغیر نیمه‌منظم نوعی از ستارگان متغیر غول سرخ یا ابرغول است که در اواسط یا انتهای رده‌بندی ستارگان قرار دارند و به طرز قابل ملاحظه‌ای قدر ظاهری آنان قابل پیش‌بینی است اما نامنظمی‌هایی در آن وجود دارد. دوره آنها بین ۲۰ تا ۲۰۰۰ روز می‌باشد. همچنین ممکن است در هر دوره منحنی نور آن متفاوت باشد. قدر ظاهری آن می‌تواند بین چندین صدم قدر تا تا چندین قدر ظاهری تغییر کند.